# Port lotniczy Omaha-Eppley
Port lotniczy Omaha-Eppley (IATA: OMA, ICAO: KOMA) – port lotniczy położony 5 km od Omaha, w stanie Nebraska, w Stanach Zjednoczonych.

## Linie lotnicze i połączenia
- AirTran Airways obsługiwane przez SkyWest Airlines (Milwaukee)
- American Airlines (Dallas/Fort Worth)
- American Eagle Airlines (Chicago-O'Hare)
- Continental Airlines (Houston-Intercontinental)
- Continental Express obsługiwane przez ExpressJet Airlines (Houston-Intercontinental, Newark)
- Delta Air Lines (Atlanta, Minneapolis/St. Paul)
- Delta Connection obsługiwane przez Atlantic Southeast Airlines (Atlanta, Detroit, Memphis)
- Delta Connection obsługiwane przez Comair (Cincinnati/Northern Kentucky, Detroit, Memphis, New York-LaGuardia)
- Delta Connection obsługiwane przez Compass Airlines (Minneapolis/St. Paul)
- Delta Connection obsługiwane przez Mesaba Airlines (Minneapolis/St. Paul)
- Delta Connection obsługiwane przez Pinnacle Airlines (Minneapolis/St. Paul)
- Delta Connection obsługiwane przez SkyWest Airlines (Minneapolis/St. Paul, Salt Lake City)
- Frontier Airlines (Denver)
- Frontier Airlines obsługiwane przez Republic Airlines (Denver, Los Angeles [od 14 lutego], Milwaukee, Orlando [sezonowo, od 15 stycznia], San Diego [od 16 stycznia], St. Petersburg/Clearwater [sezonowo, od 16 stycznia], Waszyngton-Reagan)
- Frontier Airlines obsługiwane przez Chautauqua Airlines (Milwaukee)
- Southwest Airlines (Chicago-Midway, Denver, Las Vegas, Orlando [sezonowo], Phoenix, St. Louis)
- United Airlines (Chicago-O'Hare, Denver)
- United Express obsługiwane przez GoJet Airlines (Chicago-O'Hare, Denver)
- United Express obsługiwane przez SkyWest Airlines (Chicago-O'Hare, Denver)
- United Express obsługiwane przez Trans States Airlines (Chicago-O'Hare, Denver)
- US Airways (Phoenix)
- US Airways Express obsługiwane przez Mesa Airlines (Phoenix)